# هنري فولكنير
هنري فولكنير (بالإنجليزية: Henry Faulkner)‏ هو فنان أمريكي، ولد في 9 يناير 1924، وتوفي في 3 ديسمبر 1981.